# Tarnowa Łąka
Tarnowa Łąka (prononciation : [tarnɔva ˈwɔnka]) est un village polonais de la gmina de Rydzyna dans le powiat de Leszno de la voïvodie de Grande-Pologne dans le centre-ouest de la Pologne.
Il se situe à environ 7 kilomètres au sud-ouest de Rydzyna (siège de la gmina), à 12 kilomètres au sud de Leszno (siège du powiat) et à 75 kilomètres au sud de Poznań (capitale régionale).
Le village possédait une population de 323 habitants en 2011.

## Histoire
De 1975 à 1998, le village faisait partie du territoire de la voïvodie de Leszno.

Depuis 1999, Tarnowa Łąka est situé dans la voïvodie de Grande-Pologne.